# Terciér
Terciér (třetihory) je označení pro dříve používané geologické období Země začínající před 66 miliony let po velkém vymírání druhů (např. amonitů a dinosaurů) a končící 2,58 milionů let před dneškem, kdy došlo k razantnímu globálnímu ochlazení (čtvrtohorní doby ledové). V moderním členění odpovídá geologickým periodám paleogénu a neogénu.

## Vznik a vývoj termínu
Období v roce 1760 na základě studia sedimentů v předhůří Alp označil Giovanni Arduino jako „montes tertiarii“. Jako geologické období byly třetihory popsány až v 19. století Charlesem Lyellem a doplněny Julesem Desnoyersem o čtvrtohory.
Ve světle pozdějších výzkumů na dalších místech se ukázalo dělení na čtyři „hory“ problematické, proto byly třetihory a čtvrtohory sloučeny do kenozoika, které následuje po druhohorách (mezozoiku). Kenozoikum pak bylo rozděleno na tři nižší jednotky, tedy starší třetihory – paleogén, mladší třetihory – neogén a čtvrtohory – kvartér.
V roce 2004 Mezinárodní komise pro stratigrafii pojem terciér zrušila, v roce 2005 byl však opět povolen jako neformální označení, které se však v populárně-vědecké i odborné literatuře stále užívá, jelikož je již zažitý mezi odborníky i laickou veřejností. Bylo také navrženo dodnes trvající kvartér, který je zdaleka nejkratší, začlenit do neogénu. Byl však zachován jak jeho název, tak jeho postavení třetí periody kenozoika.
| perioda / útvar | epocha / oddělení | epocha / oddělení | věk / stupeň | počátek v Ma B2k | délka trvání v Ma |
| --------------- | ----------------- | ----------------- | ------------ | ---------------- | ----------------- |
| neogén          | pliocén           | pliocén           | piacenz      | 3,6              | 1,02              |
| neogén          | pliocén           | pliocén           | zancl        | 5,333            | 1,733             |
| neogén          | miocén            | miocén            | messin       | 7,246            | 1,913             |
| neogén          | miocén            | miocén            | torton       | 11,63            | 4,384             |
| neogén          | miocén            | miocén            | serravall    | 13,82            | 2,19              |
| neogén          | miocén            | miocén            | langh        | 15,97            | 2,15              |
| neogén          | miocén            | miocén            | burdigal     | 20,44            | 4,47              |
| neogén          | miocén            | miocén            | aquitan      | 23,03            | 2,59              |
| paleogén        | oligocén          | oligocén          | chatt        | 28,1             | 5,07              |
| paleogén        | oligocén          | oligocén          | rupel        | 33,9             | 5,8               |
| paleogén        | eocén             | eocén             | priabon      | 37,8             | 3,9               |
| paleogén        | eocén             | eocén             | barton       | 41,2             | 3,4               |
| paleogén        | eocén             | eocén             | lutet        | 47,8             | 6,6               |
| paleogén        | eocén             | eocén             | ypres        | 56               | 8,2               |
| paleogén        | paleocén          | paleocén          | thanet       | 59,2             | 3,2               |
| paleogén        | paleocén          | paleocén          | seeland      | 61,6             | 2,4               |
| paleogén        | paleocén          | paleocén          | dan          | 66               | 4,4               |

## Geologie a klima
Kontinenty se v průběhu terciéru postupně dostávaly do dnešní polohy. Rozevíral se Atlantský oceán, čímž se Amerika vzdalovala od ostatních kontinentů. Naopak se uzavíral oceán Tethys, z něhož do dnešních dnů zůstalo zachováno Středozemní a Černé moře. Africká tektonická deska se pohybovala k severu, díky čemuž došlo k další fázi Alpinského vrásnění. Započal výzdvih Himálaje. Austrálie se oddělila od Antarktidy a posunula se směrem k severu. To umožnilo vznik chladného cirkumpolárního oceánského proudu, díky kterému se začala Antarktida zaledňovat. Na počátku neogénu též definitivně ustoupilo moře z prostoru dnešního Česka.
Terciérní klima se vyznačovalo sériemi teplých a chladnějších výkyvů, s tím souvisely i oscilace mořské hladiny. Ta s postupným ochlazováním klesala a docházelo k celkovému vysušování klimatu. Výrazný chladný pulz byl zaznamenán na přelomu eocénu a oligocénu, naopak nejteplejší interval terciéru probíhal ve spodním a středním miocénu. Nejmladší období terciéru - pliocén, byl již opět ve znamení postupného ochlazování. Poslední dva zaznamenané studené klimatické výkyvy z pliocénu lze již považovat za počátek čtvrtohorního cyklu glaciálů a interglaciálů.

## Život

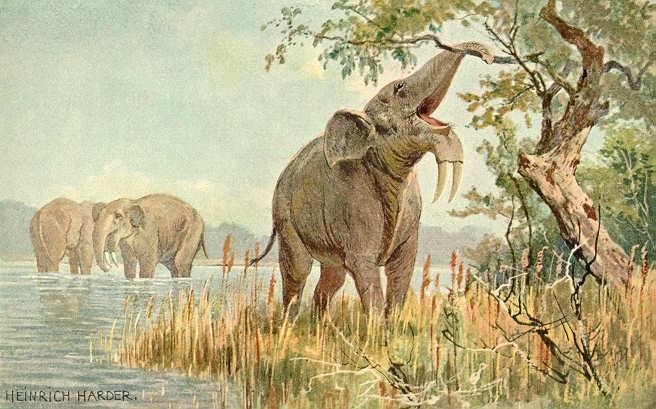
Deinotherium, vymřelý chobotnatec typický i pro oblast střední Evropy.

Na rozhraní druhohor a terciéru došlo ke katastrofické události, kvůli které vymřelo velké množství živočišných i rostlinných druhů. Trvalo statisíce let, než se objevili první živočichové těžší 50 kilogramů. Z předcházejícího mezozoiku na souši dominujících dinosaurů katastrofickou událost přežily jen některé druhy ptáků (mluvíme zde o vyhynutí tzv. neptačích dinosaurů). Vymřeli dříve bohatě rozšíření létající a velcí mořští plazi, zmizeli mořští hlavonožci amoniti a belemniti a další. I u těch skupin živočichů, které katastrofickou událost přežily, došlo k výraznému snížení druhové diverzity, byli tedy zasaženi i ptáci a savci, kteří se později měli stát dominantními skupinami suchozemských živočichů. Po zotavení zemských ekosystémů došlo k rychlému růstu druhové diverzity právě u savců a ptáků, kteří využili příležitosti po zmizení svých dinosauřích konkurentů. Právě ve starším terciéru se oddělují různé dodnes žijící řády savců jako sudokopytníci, lichokopytníci, hlodavci, chobotnatci, netopýři a šelmy. Do terciéru též spadá evoluce předků člověka, kdy se oddělila čeleď hominidů směřující až k bezprostředním předkům rodu Homo z pliocénu. I ptáci, jakožto skupina taxonomicky náležející k dinosaurům, se přes značné ztráty z události z konce druhohor, úspěšně rozvinuli. Obsazují všechny biotopy a objevují se dnes již nevídané formy obřích nelétavých ptáků ať už dravců čeledi Phorusrhacidae, nebo býložravců rodu Diatryma. V neogénu většina ptačích obrů vymírá, ale naopak současné nepřeberné rozmanitosti dosahují zpěvní ptáci.
Mořské ekosystémy obecně nebyly událostí z konce druhohor tolik zasaženy. Společenstva planktonu, plžů a mlžů však citlivě reagují na změny lokálního klimatu.
Mezi rostlinami pokračuje už v druhohorách započatý vývoj krytosemenných rostlin. V souvislosti se změnami klimatu se nově objevují travnaté společenstva otevřené suché krajiny, vznikají opadavé lesy mírného pásma, naopak mizí opadavé lesy polární. Další fáze rozvoje bylin otevřených stanovišť spadá do období pliocenních savan.